# Chircales
Chircales é um documentário colombiano realizado entre os anos 1966 a 1972 por Marta Rodriguez e Jorge Silva depois de uma investigação de vários anos. O casal de realizadores trabalhariam em outros projectos cinematográficos dentro dos que se destacam Campesinos (1975), La voz de los sobrevivientes (1980), Nuestra voz de tierra, memoria y futuro (1981) e Amor mujeres y flores (1980). Os documentalistas preocuparam-se por realizar profundas investigações das comunidades que documentavam.

## Sinopse
O documentário mostra a vida quotidiana de uma família nos chircales do vale do rio rio Tunjuelo ao sul de Bogotá que se dedicam à elaboração artesanal de tijolos. O filme destaca as condições religiosas, políticas e sociais dos fabricantes de tijolos mostrando a exploração da que eram objeto por parte de latifundiários e a permissividade dos explorados devido a sua condição social e cultural. Como em suas demais produções, os documentaristas se preocuparam por se aproximar da comunidade e a conhecê-la a fundo sendo a mesma comunidade a primeira a conhecer o produto final e discutir ao seu respeito.

## Prêmios
- Mejor Documental Colombiano - Muestra Internacional de Cine sobre problemática social Urbana - organizado por la Sociedad Nacional de Planificación¸ Bogotá.
- Premio Pomba de Ouro  (1972)
- Melhor filme - Festival Internacional de Cine de Leipzig (Alemanha) (1973).
- Prêmio Fipresci-  Melhor filme.
- Grand Prix - Festival Internacional de Tampere (Finlandia) (1973). 
- Premio Evangelishenfilmcentrums - Festival Internacional de Oberhausen (Alemania)
- Menção do KatolishenFilmarbeit - Oberhausen.
- Primeiro Prêmio no Festival Internacional de Cine Educativo (México) (1976).[1]

## Preservação
O filme foi restaurado em 2014 pelo Arsenal - Institut für Film und Videokunst. Sua preservação digital é em 2K.